# High Hopes (singel Panic! at the Disco)
High Hopes – singel amerykańskiego zespołu Panic! at the Disco promujący ich szósty album pt. Pray for the Wicked. Produkcją utworu zajęli się Jake Sinclair, Jonas Jeberg oraz Cook Classics. Utwór został wydany 23 maja 2018 jako drugi singel z albumu.
Piosenka osiągnęła czwartą pozycję na liście Billboard Hot 100, stając się najwyżej notowanym utworem zespołu w Stanach Zjednoczonych. Singel stał się bardzo popularny na całym świecie, osiągając top 10 w większości notowań. W Polsce dotarł na szczyt notowania AirPlay – Top, spędzając tam łącznie trzy tygodnie i sprzedał się w nakładzie ponad 100000 egzemplarzy, uzyskując status diamentowej płyty.

## Teledysk
Oficjalny teledysk do utworu ukazał się 27 sierpnia 2018 roku na kanale Panic! At The Disco. Za reżyserię obrazu odpowiadają Brendan Walter oraz Mel Soria. Większość ujęć została nakręcona w centrum miasta Los Angeles w Kalifornii, głównie na 705 West 9th Street. 26 sierpnia 2019 podczas gali MTV Video Music Awards utwór otrzymał nagrodę w kategorii Najlepszy teledysk rockowy.

## Notowania i certyfikaty
| Lista przebojów (2018-19)              | Najwyższa pozycja |
| -------------------------------------- | ----------------- |
| Australia (Top 50 Singles)             | 7                 |
| Austria (Ö3 Austria Top 40)            | 3                 |
| Belgia (Ultratop 50 Singles, Flandria) | 2                 |
| Belgia (Ultratop 50 Singles, Walonia)  | 11                |
| Chorwacja (HTR)                        | 17                |
| Czechy (Singles Digitál Top 100)       | 2                 |
| Dania (Tracklisten)                    | 12                |
| Estonia (IFPI)                         | 6                 |
| Francja (Top Singles & Titres)         | 26                |
| Finlandia (Suomen virallinen lista)    | 5                 |
| Grecja (IFPI Greece)                   | 17                |
| Holandia (Single Top 100)              | 5                 |
| Irlandia (Singles Chart)               | 13                |
| Izrael (Media Forest)                  | 8                 |
| Kanada (Billboard Canadian Hot 100)    | 5                 |
| Luksemburg (Billboard)                 | 3                 |
| Łotwa (Latvijas Radio)                 | 9                 |
| Niemcy (Media Control Charts)          | 5                 |
| Nowa Zelandia (Recorded Music NZ)      | 16                |
| Norwegia (VG-lista)                    | 15                |
| Polska (AirPlay – Top)                 | 1                 |
| Słowacja (Singles Digitál Top 100)     | 8                 |
| Słowenia (SloTop50)                    | 7                 |
| Stany Zjednoczone (Hot 100)            | 4                 |
| Szkocja (Official Charts Company)      | 15                |
| Szwajcaria (Singles Top 100)           | 3                 |
| Szwecja (Sverigetopplistan)            | 12                |
| Węgry (Single (track) Top 40 lista)    | 33                |
| Wielka Brytania (UK Singles Chart)     | 12                |
| Włochy (FIMI)                          | 22                |

| Kraj                      | Certyfikat         | Sprzedaż   |
| ------------------------- | ------------------ | ---------- |
| Australia (ARIA)          | 5x platynowa płyta | 350 000+   |
| Austria (IFPI Austria)    | 2x platynowa płyta | 60 000+    |
| Belgia (BEA)              | platynowa płyta    | 40 000+    |
| Dania (IFPI Danmark)      | platynowa płyta    | 90 000+    |
| Francja (SNEP)            | złota płyta        | 100 000+   |
| Hiszpania (Promusicae)    | złota płyta        | 20 000+    |
| Holandia (NVPI)           | platynowa płyta    | 80 000+    |
| Kanada (Music Canada)     | 4x platynowa płyta | 320 000+   |
| Niemcy (BVMI)             | 3x złota płyta     | 600 000+   |
| Norwegia (IFPI Norge)     | złota płyta        | 30 000+    |
| Nowa Zelandia (RMNZ)      | platynowa płyta    | 30 000+    |
| Polska (ZPAV)             | diamentowa płyta   | 100 000+   |
| Portugalia (AFP)          | złota płyta        | 5 000+     |
| Stany Zjednoczone (RIAA)  | 5x platynowa płyta | 5 000 000+ |
| Szwajcaria (IFPI Schweiz) | platynowa płyta    | 20 000+    |
| Wielka Brytania (BPI)     | 2x platynowa płyta | 1 200 000+ |
| Włochy (FIMI)             | 2x platynowa płyta | 100 000+   |